# Politolana polita
Politolana polita är en kräftdjursart som först beskrevs av William Stimpson 1853.  Politolana polita ingår i släktet Politolana och familjen Cirolanidae. Inga underarter finns listade i Catalogue of Life.